# Pappa sökes (film, 1938)
Pappa sökes är en amerikansk musikalfilm från 1938. 

## Handling
En nybliven änka (spelad av Mary Astor) vill gifta om sig med elak bankir men förhindras av barnen (Bartholomew/Garland) som ser till att tyckte istället uppstår med snäll fotograf (Walter Pidgeon).
Handlingen bär likheter med Flickorna gör slag i saken från 1936.